# Sorée
Sorée  (en wallon Sorêye) est une section de la commune belge de Gesves située en Région wallonne dans la province de Namur.
C'était une commune à part entière avant la fusion des communes de 1977.

## Évolution démographique
- Source: DGS, 1831 à 1970=recensements population, 1976= habitants au 31 décembre

## Patrimoine et culture

### Patrimoine architectural
- Eglise Saint-Martin. Construite en 1860 en style néo-classique[1].
- Ferme de Gramptinne. Ancien siège d'une seigneurie de Liège. Quadrilatère des XVIIIe et XIXe siècle[2].